# Bataille de Slivice
Seconde Guerre mondiale
Batailles
Front d'Europe de l'Ouest
- Campagnes du Danemark et de Norvège
- Bataille de France
- Bataille de Belgique
- Bataille des Pays-Bas
- Bataille d'Angleterre
- Blitz
- Opération Myrmidon
- Opération Ambassador
- Raid de Dieppe
- Sabordage de la flotte française à Toulon
- Bataille aérienne de Berlin
- Bataille de Normandie
- Débarquement de Provence
- Libération de la France
- Campagne de la ligne Siegfried
- Bataille du Benelux
- Poche de Breskens
- Bataille des Vosges (Bruyères)
- Bataille des Ardennes
- Bataille de Saint-Vith
- Siège de Bastogne
- Opération Bodenplatte
- Opération Nordwind
- Campagne de Lorraine
- Bataille d'Alsace (Forêt de la Hardt, Poche de Colmar Jebsheim)
- Campagne d'Allemagne
- Raid de Granville
- Libération d'Arnhem
- Bataille de Groningue
- Insurrection géorgienne du Texel
- Bataille de Slivice
- Capitulation allemande

Front d’Europe de l’Est

Campagnes d'Afrique, du Moyen-Orient et de Méditerranée

Bataille de l’Atlantique

Guerre du Pacifique

Guerre sino-japonaise

Théâtre américain
La bataille de Slivice fut une des dernières grandes batailles de la Seconde Guerre mondiale en Tchécoslovaquie (la dernière étant la Bataille de Poljana). Les 11 et 12 mai 1945, les troupes allemandes (principalement de la 2e division SS Das Reich), essayant de se rendre aux Américains les plus proches, se défendent contre les partisans locaux et l'Armée rouge. Les Allemands capitulent le lendemain. Près de 6 000 soldats allemands sont faits prisonniers par les Soviétiques.

## Déroulement
Le 7 mai 1945, toutes les forces allemandes reçoivent l'ordre de rester sur leurs positions et de se rendre. Le maréchal Ferdinand Schörner, cependant, ordonne à ses troupes de forcer le passage à l'Ouest pour se rendre aux forces américaines. Or, les unités américaines ont atteint la ligne de démarcation prévue, et s'y sont arrêtées. Alors que les Soviétiques sont à plusieurs jours, les partisans cherchent à arrêter les Allemands, la plupart du temps sans succès. Ces derniers répliquent par des représailles sur la population. En plusieurs occasions, les unités de l'Armée Vlassov, qui tentent eux aussi de rejoindre les lignes américaines, ont des accrochages avec leurs anciens alliés allemands.
Le 9 mai, une importante formation allemande atteint la zone des villages tchèques de Milín, Slivice (cs) et Čimelice, près de la ligne de démarcation. Dans cette formation, on trouve des éléments du Kampfgruppe Wallenstein, et de la 2e division SS, commandés par le général Gruppenführer Carl Friedrich von Pückler-Burghauss. Les soldats allemands sont accompagnés par des civils allemands en fuite. Parce que la route qui les mènerait aux Américains est bloquée par des partisans locaux, Von Pückler-Burghauss ordonne la mise en place de lignes défensives.
Le 11 mai, des groupes de partisans commandés par l'officier soviétique Evgueni Antonovitch Olesenski cherchent à attaquer les Allemands et sont décimés. C'est alors que les unités de l'Armée Rouge arrivent sur la zone, et préparent une attaque massive. Les Américains, de leur côté, repoussent les Allemands, conformément aux accords de capitulation.
L'attaque débute par un bombardement d'artillerie lourde et de roquettes soviétiques, soutenu par la 4e division blindée de la IIIe armée américaine du XIIe Corps. Les troupes du 1er front ukrainien, du front de la steppe et du 4e front ukrainien attaquent ensuite les positions allemandes.
Dans la nuit du 11 au 12 mai, les défenses allemandes s’effondrent et, à 3 h du matin le général Carl Friedrich von Pückler-Burghauss signe une capitulation. Comme les Américains refusent de le faire prisonnier, et qu'il craint manifestement des représailles de la part des Russes, il se suicide.
En 1970, un mémorial dessiné par Václav Hilský est construit à Slivice. L'armée de la République tchèque organise également des reconstitutions de la bataille depuis 2001.